# Gaibulus schubarti
Gaibulus schubarti is een hooiwagen uit de familie Stygnidae.